# ホルガー・ペデルセン
ホルガー・ペデルセン（Holger Pedersen、デンマーク語発音: [ˌhʌlˀɡ̊ɐ ˈpʰeðˀɐsn̩]、1867年4月7日 - 1953年10月25日）は、デンマークの言語学者。
インド・ヨーロッパ語族の比較言語学、とくにケルト語の研究で知られるほか、比較言語学の発展をたどった『19世紀の言語学』を著したことで知られる。19世紀に活動を開始した言語学者のうち、ペデルセンは最後の生き残りのひとりだった。

## 経歴
出生から修学期
1867年、現在の南デンマーク地域にあたるスカネロプ教区のゲルバレ(Gelballe)に生まれた。コペンハーゲン大学を1890年に卒業した後、ドイツ・イタリア・ギリシア・ロシアを遊学した。ライプツィヒ大学でカール・ブルークマンに、ベルリン大学でケルト学者のハインリヒ・ツィマー(英語版)に学んだ。また、アルバニア語やアラン諸島で話されるアイルランド語の方言についても研究した。1897年にアイルランド語の比較言語学的研究をコペンハーゲン大学に提出して博士の学位を取得した。
比較言語学者として
1901年に同大学の講師、1903年に員外教授、1912年にはヴィルヘルム・トムセンの後任として正教授に就任した。1926年から1年間学長をつとめた。
1937年にコペンハーゲン大学を退官。後任は教え子のルイス・イェルムスレウであった。その後も精力的に著作活動を続け、ヒッタイト語、リュキア語、トカラ語に関する著作を公刊した。コペンハーゲン大学を退官してからペデルセンはフェルディナン・ド・ソシュールやヘルマン・メラーの喉音理論の早くからの数少ない賛成者であり、のちにイェジ・クリウォヴィチがヒッタイト語によって喉音理論を発展させると歓迎した。晩年のヒッタイト語の著作では独自の喉音理論を立てた。

## 研究内容・業績
ペデルセンの著作は早くから多方面にわたり、リュキア語、エトルリア語、アルメニア語、スラブ語派、チュルク語族、ヒッタイト語などに関するものがある。

## 著作
ペデルセンはケルト語比較言語学の代表的な学者であり、この分野の主著に『ケルト語比較文法』がある。
- Vergleichende Grammatik der keltischen Sprachen. 1. Göttingen: Vandenhoeck und Ruprecht. (1909) 第2巻(1913)

比較言語学の発展史『19世紀の言語学』は、明解な記述と多くの写真を含む名著として知られる。言語学をうたいながら、一般言語学については無視している。
- Sprogvidenskaben i det nittende Aarhundrede. Metoder og Resultater. København: Gyldendal. (1924)
  - 英訳  Linguistic Science in the Nineteenth Century. Methods and Results. Harvard University Press. (1931) （J.W. Spargo 訳、のちに The Discovery of Language と改題して再版）
  - 日本語訳 伊東只正 訳『言語学史』こびあん書房、1974年。

この著書の中で、ペデルセンは印欧語とセム語やウラル語との親縁関係の研究を取りあげ（前者を主張したヘルマン・メラー、後者を主張したヴィルヘルム・トムセンはいずれもデンマーク人だった）、そこからさらに拡大して、チュルク語族、モンゴル語族、ツングース語族、ユカギール語族、エスキモー語、コーカサス諸語および小アジアの諸言語を含む巨大な「ノストラル語族」（ラテン語で「我らの同郷人」を意味する nostrās より）を考えることができるかもしれないとした。